# Sumner (Nebraska)
Sumner es una villa ubicada en el condado de Dawson en el estado estadounidense de Nebraska. En el Censo de 2010 tenía una población de 236 habitantes y una densidad poblacional de 308,88 personas por km².

## Geografía
Sumner se encuentra ubicada en las coordenadas 40°56′57″N 99°30′29″O / 40.94917, -99.50806. Según la Oficina del Censo de los Estados Unidos, Sumner tiene una superficie total de 0.76 km², de la cual 0.76 km² corresponden a tierra firme y (0%) 0 km² es agua.

## Demografía
Según el censo de 2010, había 236 personas residiendo en Sumner. La densidad de población era de 308,88 hab./km². De los 236 habitantes, Sumner estaba compuesto por el 94.07% blancos, el 0% eran afroamericanos, el 0% eran amerindios, el 0.42% eran asiáticos, el 0% eran isleños del Pacífico, el 2.97% eran de otras razas y el 2.54% pertenecían a dos o más razas. Del total de la población el 4.66% eran hispanos o latinos de cualquier raza.